# Jean Paul Cedy
Pour les articles homonymes, voir Cedy.
Jean Paul Cedy, est un éducateur et homme politique guinéen.
Il est le Ministre de l'Enseignement Pré-Universitaire et de l'Alphabétisation   au sein du Gouvernement Bah Oury depuis le 13 mars 2024.

## Parcours professionnel
Avant d'être ministre, Jean-Paul Cédy est professeur de Lettres, Directeur général du Groupe Scolaire Roland Pré et ex-Proviseur du lycée Sainte-Marie de Coléyah. 
Le 13 Mars 2024, Jean Paul Cedy accède par décret à la fonction du Ministre de l'enseignement pré universitaire et de l'alphabétisation, en remplacement de Guillaume Hawing. 